# Getting His Man
Getting His Man est un film muet américain réalisé par Thomas H. Ince et sorti en 1911.

## Fiche technique
- Réalisation : Thomas H. Ince
- Durée : 10 minutes
- Date de sortie :  États-Unis : 29 décembre 1911

## Distribution
- Francis Ford : le shérif
- George Gebhardt : le bandit